# Safidia aztecana
Safidia aztecana är en fjärilsart som beskrevs av Embrik Strand 1917. Safidia aztecana ingår i släktet Safidia och familjen nattflyn. Inga underarter finns listade.